# Sylva Kelegian
Sylva Kelegian (22 de febrero de 1962) es una actriz estadounidense de procedencia armenia.

## Biografía
Nació en la ciudad de Nueva York el 22 de febrero de 1962. Apareció en programas de televisión como Law & Order, Desperate Housewives, Invasion, Prison Break y NYPD Blue.
También perteneció al elenco de la película de televisión Desperation, adaptación de la novela homónima de Stephen King.